# Jan Robert Caïmo
Jan Robert Caïmo (Brussel, 20 april 1711 - Brugge, 22 december 1775) was de zestiende bisschop van Brugge.

## Levensloop
De oud-adellijke familie Caïmo was afkomstig uit Milaan. Rond 1600 was een van hen, Hyppolite Caïmo zich in Brussel komen vestigen. Jan Robert Caïmo was het vierde kind van Jacob Caïmo en Theresia van den Eynde. Zijn vader was luitenant-kolonel en werd tot plaatscommandant van Damme benoemd. Hij overleed echter kort daarop. Frans Karel Caïmo, werd toegelaten in 1754 tot het geslacht Serhuyghs.
Na zijn humaniorastudies in Bergen en een jaar dialectica aan het H.-Drievuldigheidscollege in Leuven, studeerde Jan Robert met enige langzaamheid aan de universiteit. In 1738 promoveerde hij tot licentiaat in beide rechten en in 1743 tot doctor in de theologie.
In 1735 was hij tot priester gewijd en vanaf 1741 doceerde hij aan de Leuvense universiteit. Tweemaal werd hij voor de periode van een semester tot rector magnificus verkozen (in 1745 en 1753).

## Bisschop van Brugge

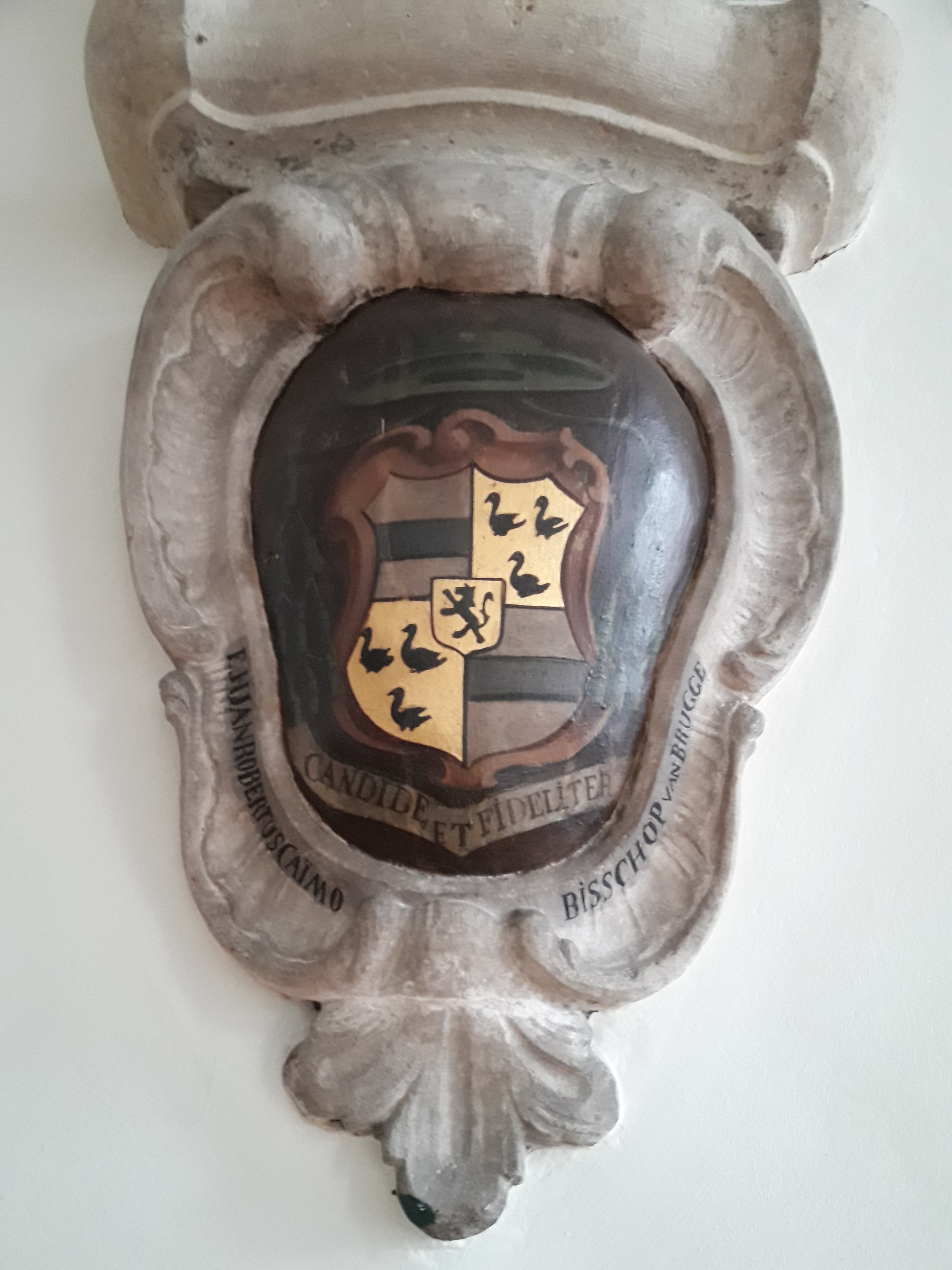
Het wapen en het motto van Caïmo op een sokkel van de Poortersloge.

Na de dood van bisschop Jan Baptist de Castillion, werd Caïmo als een van de kandidaten voorgedragen. Na benoeming door keizerin Maria Theresia en bevestiging door Rome werd Caïmo op 16 juni 1754 in Mechelen tot bisschop gewijd. Zijn leuze luidde: 'Candide et fideliter' (Eerlijk en trouw).
De lange bisschopsperiode van Caïmo viel samen met de regeerperiode van Maria Theresia. Zij, alsook haar voornaamste minister Kaunitz en haar vertegenwoordigers in Brussel, zoals Cobenzl en Patrice-François de Neny waren doordrongen door de Verlichtingsideeën. De toepassing van deze ideeën bracht onvermijdelijk botsingen teweeg met de geestelijke overheid. Dit uitte zich bijvoorbeeld in het tegengesteld beleid wat boekenpublicaties betrof. De bisschop hield zich streng aan de kerkelijke regels en verbood boeken die in strijd hiermee waren. De burgerlijke overheid gaf daarentegen ruime toelating tot verspreiding van op de index geplaatste boeken, voor zover ze maar niet het burgerlijke gezag aanvielen.
Caïmo bekommerde zich in de eerste plaats om het geloofsleven in zijn bisdom. Driemaal deed hij een volledige en grondige visitatie in alle parochies. Hij hield ook regelmatig contact met de gelovigen door het sturen van talrijke herderlijke brieven en door de jaarlijkse vastenbrieven.
In tegenstelling tot zijn voorgangers had Caïmo geen vorming bij de jezuïeten genoten, hij was zelfs opgegroeid in een omgeving die eerder anti-jezuïtisch was. Hij stond daarom steeds kritisch en wantrouwend tegenover hen. Toch nam hij in 1773 de verdediging van de jezuïeten op zich toen de Orde in 1773 werd afgeschaft. Hij deed dit vooral vanuit zijn wens om de twee Engelse jezuïetencolleges die in Brugge actief waren, te laten voortbestaan en er zo mogelijk een aantal jezuïeten als leraar te behouden.